# Podbój miasta Plassans
Podbój miasta Plassans (fr. La conquête de Plassans) – czwarty tom cyklu Rougon-Macquartowie, którego akcja rozgrywa się w fikcyjnym miasteczku Plassans. Utwór opisuje życie prowincji w czasach II Cesarstwa oraz wpływ kleru na jej mieszkańców. Jest to zarazem pierwsza powieść Zoli, w której pojawiają się silne akcenty niechęci do Kościoła katolickiego.

## Treść
Na początku utworu przedstawione zostaje małżeństwo Marty i Franciszka Mouretów, kuzynostwa (Marta jest córką Felicji i Piotra Rougonów, Franciszek - synem Urszuli Mouret, przyrodniej siostry Piotra) ożenionego bez miłości, lecz tworzącego względnie zgodną rodzinę, mimo wybuchowości Franciszka i zaczątków choroby psychicznej u Marty. Mają trójkę dzieci: Sergiusza, Oktawa oraz upośledzoną Dorotę.
Życie ich zamienia się w koszmar, gdy za pośrednictwem Felicji Rougon w ich domu zamieszkuje świeżo przybyły proboszcz, ksiądz Owidiusz Faujas, i jego matka. Apodyktyczna kobieta podporządkowuje sobie życie domowników, podczas gdy jej syn wykonuje w mieście zakulisową misję polityczną na rzecz rządu, tytułowy „podbój miasta”. Do domu Mouretów przyjeżdża także siostra księdza Faujasa Olimpia i jej mąż, Trouche. Podczas gdy miasto dzieli się na zwolenników i przeciwników księdza, których konflikt staje się coraz bardziej bezkompromisowy, największą tragedię przeżywa rodzina Mouretów. Marta, zafascynowana postacią Faujasa, popada w dewocję, zaś nieodwzajemnione pożądanie fizyczne charyzmatycznego księdza doprowadza ją do obłędu i ataków autoagresji. Kobieta oskarża męża o maltretowanie, czym doprowadza do jego zamknięcia w domu dla psychicznie chorych. W czasie jego pobytu tam Faujas i jego matka ostatecznie zmieniają układ dawnego domu Mouretów, budząc kolejne spory w mieście. Chcąc zemścić się na Felicji Rougon za dawne krzywdy, Antoni Macquart (przyrodni brat jej męża), wypuszcza Franciszka z przytułku w nadziei wywołania skandalu. Faktycznie, Mouret wraca do domu, którego po zmianach dokonanych przez Faujasów i Trouche`ów nie jest w stanie poznać. Przerażony i również chwiejny psychicznie, podpala dom, ginąc w płomieniach i zabijając księdza i jego matkę. W tym samym czasie Marta umiera w domu matki, a okoliczni mieszkańcy biernie patrzą na pożar domu, zachwyceni i przerażeni potęgą ognia.

## Okoliczności powstania utworu
Inspiracją dla napisania powieści poświęconej wpływowi religii na kobietę był dla Zoli artykuł w czasopiśmie Dzwon (la Cloche), dotyczący związku jezuity Dufoura ze swoją penitentką. Skłonił go on do zmiany pierwotnego planu, według którego problemowi księży, celibatu i religii miała być poświęcona tylko jedna powieść (ostatecznie Grzech księdza Mouret). Konkretny koncept dzieła mógł pochodzić od Goncourtów i ich Panią Gervaisais, w której również został ukazany destrukcyjny wpływ dewocji na kobiecą psychikę.

## Inspiracje historyczne
Podbój miasta Plassans jest kontynuacją Pochodzenia rodziny Rougon-Macquartów - ukazuje konsekwencje zamachu stanu z 1851 r. na prowincji, w fikcyjnym prowansalskim miasteczku Plassans. Chociaż miejsce akcji jest fikcją literacką (choć dokładnie wzorowaną na Aix-en-Provence), jego realia zostały oddane z niezwykłą dokładnością - proces „odzyskiwania dla bonapartyzmu” regionów, które na nowo zaczęły w wyborach głosować na legitymistów, miał miejsce we Francji na ogromną skalę, a ksiądz Faujas może być uznany za postać typową. Zola ukazuje również, w jaki sposób wpływy kościele neutralizowały ambicje lokalnych klanów, czego przykładem jest spadek pozycji Rougonów w miarę wzrostu wpływów Faujasa. Symboliczny wymiar ma ostatnia scena, w której umierająca Marta widzi na tle łuny pożaru swojego syna w sutannie kapłańskiej.

## Recepcja utworu
W ciągu pierwszego pół roku sprzedaży książki udało się sprzedać jedynie 1500 egzemplarzy, co stanowiło wprawdzie postęp w porównaniu z wcześniejszymi tomami cyklu, jednak nadal stanowiło wynik rozczarowujący. Ponownie pochwalił dzieło Gustave Flaubert. W późniejszym czasie, chociaż walory utworu zostały docenione, istotną przeszkodę dla jej popularności stanowiło bardzo ścisłe osadzenie w konkretnym kontekście historycznym i obyczajowym. Liczne aluzje do działań kościelnych na prowincji, łatwo zrozumiałe dla współczesnych, po latach stały się bowiem nieczytelne. Równocześnie wielu krytyków zarzucało Zoli niedostateczne zrozumienie opisywanych problemów i powierzchowność analizy.